# 帕斯科 (华盛顿州)
帕斯科（英語：Pasco）是美国华盛顿州富兰克林县的县治。根据美国2000年人口普查，共有32066人，其中白人占52.76%、非裔美国人占3.22%、亚裔美国人占1.77%。

## 名人
- 恰克·帕拉尼克：小说家